# 이회 (678년)
이회(李懐, 678년~746년)는 고구려계 당나라 군인이다.

## 생애
그의 아버지 이은지와 함께 그의 묘가 발견되었으며, 그의 아버지는 고구려가 멸망하자 당나라로 이주한 후 23세 때 장남인 이회가 태어났다.
그의 묘에서의 기록에 대해서는 아버지 이은지 묘와의 기록과 맞지 않는 부분들이 있기에 가계 등에 대해서 의도적으로 조작한 것으로 추정되며, 고구려 출신임을 밝힌 아버지 이은지와 다르게 그의 묘지명에는 고구려에 관한 언급이 거의 기록되어 있지 않다.

## 참고 자료
- 拝根興 (2017년 3월). 《新発見入唐高麗移民墓誌からみた唐代東アジアの人流》. 専修大学社会知性開発研究センター古代東ユーラシア研究センター年報 3. 번역 土屋昌明. 専修大学社会知性開発研究センター. 65-67쪽. doi:10.34360/00008255. 다음 글자 무시됨: ‘和書’ (도움말)